# Kevin Dyson
(en) Statistiques sur pro-football-reference
Kevin Dyson, né le 13 juin 1975 à Logan, dans l'Utah, est un joueur américain de football américain évoluant au poste de wide receiver. Il est principalement connu pour avoir échoué à moins d'un yard lors du Super Bowl XXXIV après avoir réussi l'action décisive du Music City Miracle (en). Avec son frère Andre Dyson (en), il est la première fratrie à marquer chacun un touchdown dans la même rencontre NFL.